# Кемпър (окръг, Мисисипи)
Окръг Кемпър (на английски: Kemper County) е окръг в щата Мисисипи, Съединени американски щати. Площта му е 1987 km², а населението - 10 453 души (2000). Административен център е град Ди Калб.